# Vùng Centro, Bồ Đào Nha
Vùng Centro (tiếng Bồ Đào Nha: Região Centro, IPA: [ʁɨʒiɐw willtɾu]) là một khu vực ở miền trung Bồ Đào Nha, và thủ phủ của vùng là Coimbra. Các thành phố địa phương khác có địa vị hành chính lớn trong khu vực này là Aveiro, Viseu, Leiria, Castelo Branco, Covilhã, Figueira da Foz và Guarda. Đây là một trong bảy vùng của Bồ Đào Nha (các đơn vị trực thuộc NUTS II). Đây là một trong những khu vực của Châu Âu, được Liên minh châu Âu xem xét cho các mục đích thống kê và địa lý. Dân số của vùng năm 2011 là 2.327.026 người, và diện tích của vùng là 28.462 km² (mật độ 82 người / km²).